# Monstab
Monstab es un municipio situado en el distrito de Altenburger Land, en el estado federado de Turingia (Alemania), a una altitud de 200 metros. Su población a finales de 2016 era de unos 400 habitantes y su densidad poblacional, 73 hab/km².
Dentro del distrito, el municipio está asociado a la mancomunidad (Verwaltungsgemeinschaft) de Rositz, cuya capital es Rositz. En su territorio se incluyen las pedanías de Krebitschen, Kröbern, Schlauditz y Wiesenmühle, cuatro pequeñas aldeas que se integraron en Monstab en un proceso de fusión de municipios que abarcó desde 1923 hasta 1950.
Fue fundado como un asentamiento circular (Rundling) sorbio y se menciona por primera vez en un documento de 976 como Masceltorp, haciendo referencia dicho documento a una donación de Otón II al obispo de Naumburgo. Antes de la unificación de Turingia en 1920, la localidad pertenecía al ducado de Sajonia-Altemburgo.